# Dictyochaetopsis antillana
Dictyochaetopsis antillana är en svampart som först beskrevs av R.F. Castañeda, och fick sitt nu gällande namn av Whitton, McKenzie & K.D. Hyde 2000. Dictyochaetopsis antillana ingår i släktet Dictyochaetopsis och familjen Chaetosphaeriaceae.   Inga underarter finns listade i Catalogue of Life.